# Valdeprados
Valdeprados – gmina w Hiszpanii, w prowincji Segowia, w Kastylii i León, o powierzchni 19,45 km². W 2011 roku gmina liczyła 87 mieszkańców.